# بخش مرکزی شهرستان لارستان
بخش مرکزی شهرستان لارستان یکی از بخش‌های شهرستان لارستان در استان فارس ایران است.

## تقسیمات کشوری
- بخش مرکزی شهرستان لارستان
  - دهستان حومه (لارستان)
  - دهستان درز و سایبان
  - دهکویه

شهرها: لار، خور، لطیفی و دهکویه

## جمعیت
بنابر سرشماری مرکز آمار ایران، جمعیت بخش مرکزی شهرستان لارستان در سال ۱۳۸۵ برابر با ۹۱۰۸۳ نفر بوده‌است.